# Nuovi Argomenti

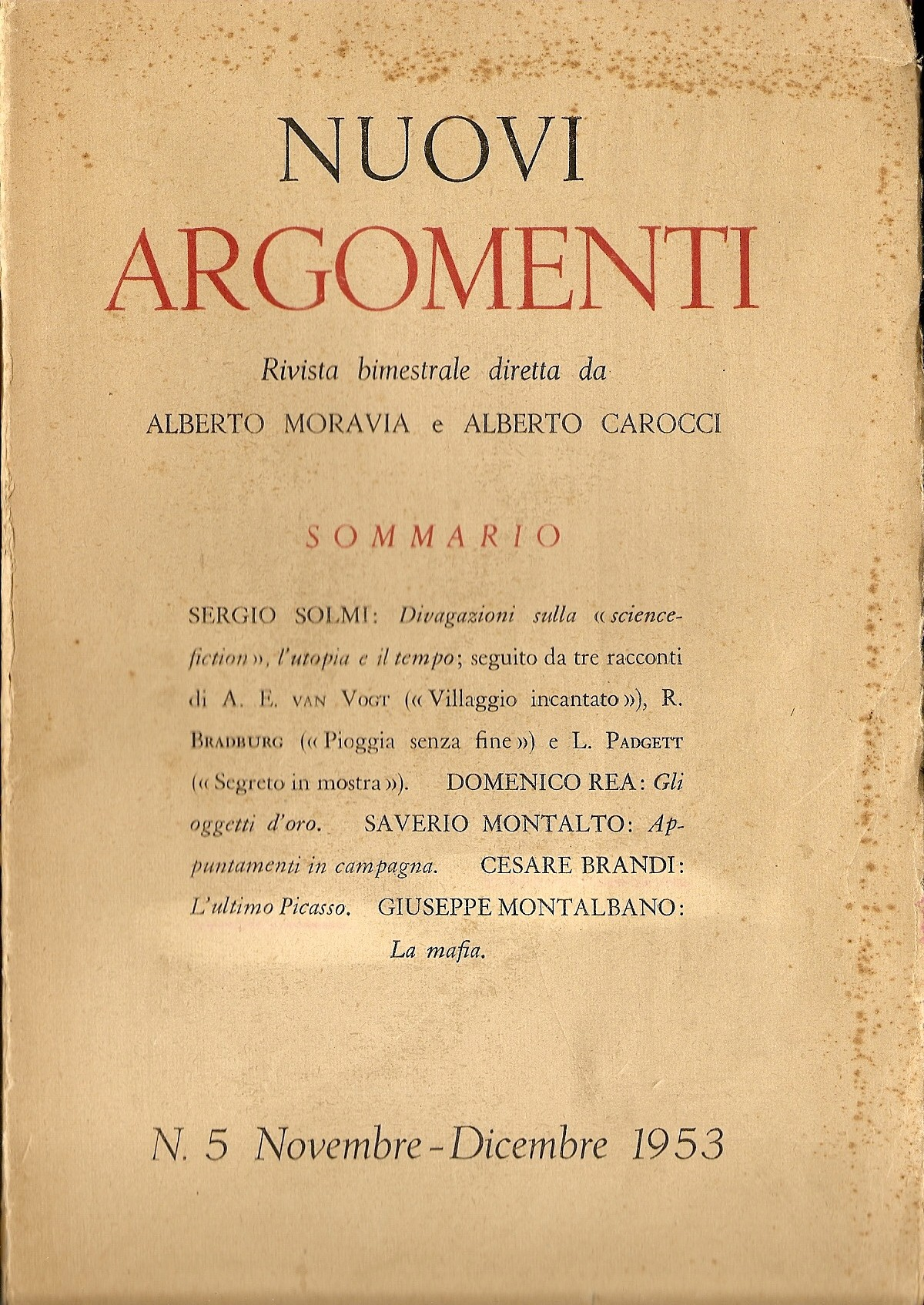
Nuovi Argomenti (1953/5)

Nuovi Argomenti ist eine einflussreiche italienische Literaturzeitschrift, die im Jahr 1953 von Alberto Carocci und Alberto Moravia gegründet wurde. Kurze Zeit später trat Pier Paolo Pasolini in die Redaktion ein, nach dessen und Carroccis Tod führten Attilio Bertolucci und Enzo Siciliano die Arbeit fort. 
Die Ausrichtung der Zeitschrift war zunächst streng marxistisch; in der ersten Ausgabe erschien u. a. eine Einführung von Georg Lukács in die ästhetischen Schriften von Marx und Engels. In den Veröffentlichungen scheute man auch keine politischen Konfrontationen. So riskierte der Autor Franco Cagnetta, dessen Manuskript über das Banditen-Dorf Orgosolo nur in Nuovi Argomenti abgedruckt wurde, lange Gerichtsverfahren.
Mitte der 1960er Jahre wurde die politisch-ideologische Ausrichtung zu Gunsten einer rein literarischen Orientierung aufgegeben. Zahlreiche aktuelle italienische Autoren begannen ihre Laufbahn mit Veröffentlichungen in den Nuovi Argomenti.
Seit 1998 erscheint die Zeitschrift vierteljährlich bei Mondadori. Herausgeberin ist seit Enzo Sicilianos Tod 2006 Dacia Maraini. Die Verkaufsauflage beträgt nach Verlagsangaben durchschnittlich 2000 Exemplare.